# Igby
Igby (Originaltitel: Igby Goes Down) ist ein US-amerikanischer Film des Regisseurs Burr Steers aus dem Jahr 2002.

## Handlung
Igby wächst als jüngster Sohn einer reichen, aber gestörten Familie auf. Ein gutes Verhältnis hat er einzig zu seinem liebevollen, aber schizophrenen Vater. Seine Mutter Mimi ist herrschsüchtig und tablettenabhängig, und seinen älteren, immer perfekten Bruder Oliver bezeichnet Igby als Faschisten. Entsprechend orientierungslos irrt Igby durchs Leben. Er fliegt von mehreren Schulen, bis seiner Mutter der Kragen platzt und sie ihn auf eine Militärschule schickt. Nachdem er von dort geflohen ist, nimmt er einen Sommerjob bei seinem Patenonkel D.H. in New York an und verbringt die Wochenenden in dessen Haus in den Hamptons. Dort lernt er auf einer Party die dort als Kellnerin arbeitende Sookie kennen, in die er sich später verliebt. Sie hilft ihm, den Test für seine Hochschulzugangsberechtigung zu bestehen.
Auch mit seinem Patenonkel bekommt Igby Probleme: Nachdem er ohne D.H.s Wissen bei dessen Geliebter in dem von D.H. bezahlten Atelier unterkommt, trifft er dort eines Tages D.H. in einer kompromittierenden Situation, wodurch dieser wiederum erkennt, dass er sowohl von Igby als auch von Rachel hintergangen wurde. Er lässt Rachel daraufhin fallen. Igby findet Rachel einige Zeit später bewusstlos, nachdem diese versehentlich eine Überdosis genommen hat. Daraufhin ruft er D.H. an, der Rachel ins Krankenhaus bringt. Als sie von dort zurückkommen, schlägt D.H. Igby zusammen. Igby kommt anschließend bei Rachels Drogendealer unter, für den er Botendienste erledigt. Igby möchte abhauen, allerdings weigert sich Sookie, die eine Beziehung mit seinem Bruder begonnen hat, mit ihm zu gehen.
Seine an Krebs erkrankte Mutter erfährt unterdessen, dass sich weitere Metastasen in ihrem Körper gebildet haben, und beschließt, dass ihre beiden Söhne ihr bei ihrem Selbstmord assistieren sollen. Gemeinsam füttern Oliver und Igby sie mit Schlafmitteln. In ihrer letzten wachen Minute informiert sie Igby, dass sein Patenonkel sein leiblicher Vater ist. Nachdem sie eingeschlafen ist, ersticken ihre Söhne sie mit einer Plastiktüte. Igby verschwindet noch während der Beerdigung, besucht den Mann, den er immer für seinen Vater gehalten hat, in der Psychiatrie und fliegt dann nach Kalifornien.

## Musik
Für die Filmmusik war Uwe Fahrenkrog-Petersen verantwortlich. Während des Films sind Lieder von unter anderem The Beta Band, The Dandy Warhols, Badly Drawn Boy, Travis und Coldplay zu hören, während des Abspanns Pete Yorn. Der Soundtrack erschien 2003 bei Spun Records. Darauf befinden sich neben einigen im Film verwendeten Liedern und Score-Stücken von Fahrenkrog-Petersen auch Songs der deutschen Interpreten Somersault, Jelly Planet und Underwater Circus.

## Kritiken
„Autor und Regisseur Burr Steers schickt seine sympathische Hauptfigur auf einen schrägen Selbstfindungstrip à la Der Fänger im Roggen, der sich wohltuend vom Teenie-Allerlei abhebt und alle Pathos-Fallen geschickt umgeht. Die fantastische Besetzung – neben der sensationellen Entdeckung Kieran Culkin brillieren Susan Sarandon, Jeff Goldblum, Claire Danes und Amanda Peet – sorgt dafür, dass die außergewöhnliche, einfühlsam erzählte und uneingeschränkt entdeckenswerte Ode an das Slackertum nicht nur Kids zusagen dürfte.“

„Teenager-Drama, das eine Kunstwelt konstruiert, die sich eher an fiktiven Vorbildern als der aktuellen Lebenswelt orientiert und sich letztlich in Belanglosigkeit verliert.“

„Burr Steers’ Regiedebüt will Satire sein und realistische Milieustudie, Komödie mit literarischem Einschlag à la The Royal Tenenbaums und kulturkritisches Drama. Zwischen den Stillagen geht Igby bisweilen jedoch die erzählerische Konsistenz verloren; was als scharfsinnig verzeichnete Talfahrt des Helden beginnt, verzettelt sich schließlich in episodenhaftem Hin und Her. Doch brillant eingefangen ist das soziale Klima einer Nach-Yuppie-Gesellschaft, die ihren Wohlstand lediglich zur Selbstauslöschung nutzt. Spirituell verarmt, depraviert Reichtum hier zum amerikanischen Alptraum, zum kulturellen und sozialen Armutszeugnis.“

## Auszeichnungen
Kieran Culkin gewann den BFCA Award, den Golden Satellite Award und den Sierra Award 2002. Burr Steers gewann den Sierra Award und den Comedy Film Honor 2003.